# La-ba

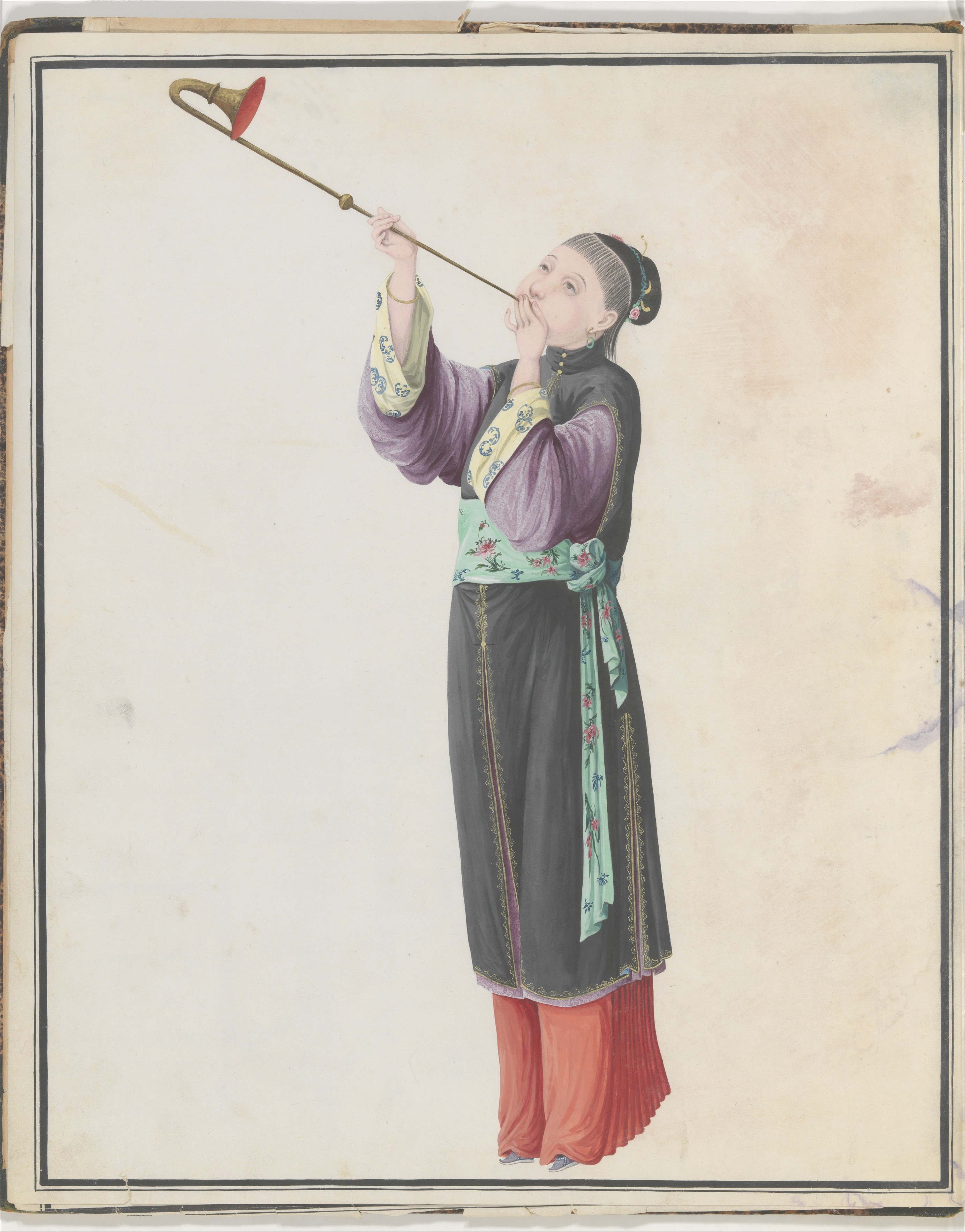
Chinesisches Aquarell eines la-ba spielenden Musikers. Ende 18. Jahrhundert

La-ba, auch laba, la-pa, ist eine chinesische Bezeichnung für „Trompete“, die von mongolisch labai (Schneckenhorn) abgeleitet ist. Die Silbe la verweist auf eine Verbindung des Musikinstruments mit dem Lamaismus und -ba hat einen phonetischen Wert. In der chinesischen Musik gespielte Naturtrompeten werden allgemein changhao („langes Signal“) genannt.
Eine typische chinesische Trompete ist gerade und etwa 1,5 Meter lang. Sie besteht aus zwei dünnen, nahezu zylindrischen Metallröhren, die wie bei einer Posaune ineinandergeschoben werden können. Die la-ba hat ein flaches, breitrandiges Mundstück und einen weitausladenden Schallbecher. Manchmal ist der Schallbecher in einem 180-Grad-Bogen rückwärts gewandt. Gespielt werden nur der 2. bis 5. Partialton.
Ursprünglich war die la-ba ein bei Umzügen beliebtes Instrument. Heute findet sich die la-ba nur noch beim Militär, bei Hochzeiten und bei den Scherenschleifern, die sie als Anlockinstrument nutzen. 
Langtrompeten wurden wohl im 1. Jahrtausend aus Indien oder Persien zunächst in den Westen Chinas eingeführt. Eine verwandte Trompete ist die karna, die auch als Vorläuferin für die nordindische bhankora und die tibetische dungchen gilt.